# Václav Šafránek
Václav Šafránek (ur. 20 maja 1994 w Brnie) – czeski tenisista, reprezentant kraju w Pucharze Davisa.

## Kariera tenisowa
Podczas swojej kariery wygrał jeden turniej deblowy rangi ATP Challenger Tour. Ponadto zwyciężył w trzech singlowych oraz jednym deblowym turnieju rangi ITF.
W 2017 roku zadebiutował w imprezie Wielkiego Szlema podczas turnieju US Open. Po wygraniu trzech meczów w kwalifikacjach odpadł w pierwszej rundzie turnieju głównego po porażce z Grigorem Dimitrowem.
W 2018 roku zakwalifikował się do turnieju głównego Australian Open, w którym przegrał w pierwszej rundzie z Jiřím Veselým.
W rankingu gry pojedynczej najwyżej był na 191. miejscu (6 listopada 2017), a w klasyfikacji gry podwójnej na 286. pozycji (18 września 2017).

### Zwycięstwa w turniejach ATP Challenger Tour w grze podwójnej
| Końcowy wynik | Nr | Data          | Turniej | Nawierzchnia | Partner     | Przeciwnicy                          | Wynik finału |
| ------------- | -- | ------------- | ------- | ------------ | ----------- | ------------------------------------ | ------------ |
| Zwycięzca     | 1. | 15 lipca 2017 | Båstad  | Ceglana      | Tuna Altuna | Sriram Balaji Vijay Sundar Prashanth | 6:1, 6:4     |